# Rampant
Rampant – piąty album szkockiej grupy rockowej Nazareth, wydany w 1974 roku.

## Lista utworów
| 1.  | Silver Dollar Forger, Pt. 1-2 (Agnew, Charlton, McCafferty, Sweet)                               | 5:36  |
|     |                                                                                                  |       |
| 2.  | Glad When You're Gone (Agnew, Charlton, McCafferty, Sweet)                                       | 4:17  |
|     |                                                                                                  |       |
| 3.  | Loved and Lost (Agnew, Charlton, McCafferty)                                                     | 5:12  |
|     |                                                                                                  |       |
| 4.  | Shanghai'd in Shanghai (Agnew, Charlton, McCafferty, Sweet)                                      | 3:43  |
|     |                                                                                                  |       |
| 5.  | Jet Lag (Agnew, Charlton, McCafferty, Sweet)                                                     | 6:43  |
|     |                                                                                                  |       |
| 6.  | Light My Way (Agnew, Charlton, McCafferty, Sweet)                                                | 4:09  |
|     |                                                                                                  |       |
| 7.  | Sunshine (Agnew, Charlton, McCafferty, Sweet)                                                    | 4:15  |
|     |                                                                                                  |       |
| 8.  | Shapes of Things/Space Safari (Agnew, Charlton, McCafferty, McCarty, Relf, Samwell-Smith, Sweet) | 6:21  |
|     |                                                                                                  |       |
| 9.  | Shanghai'd in Shanghai [US Version] (Agnew, Charlton, McCafferty, Sweet)                         | 3:42  |
|     |                                                                                                  |       |
| 10. | Cat's Eye Apple Pie (Agnew, Charlton, McCafferty, Sweet)                                         | 3:01  |
|     |                                                                                                  |       |
| 11. | Shapes of Things [Single Edit] (McCarty, Relf, Samwell-Smith)                                    | 3:20  |
|     |                                                                                                  |       |
|     |                                                                                                  | 50:19 |
|     |                                                                                                  |       |

## Muzycy
- Dan McCafferty – wokal
- Darrell Sweet – perkusja
- Pete Agnew – bas
- Manny Charlton – gitara
- Jon Lord – syntezator, pianino